# Giulio Mortera
Giulio Mortera (19 gennaio 1946 – 12 settembre 2015) è stato un tuffatore, nuotatore e giudice internazionale di tuffi italiano.

## Biografia
Si dedicò al nuoto ed ai tuffi, ma ebbe successo principalmente nei tuffi, specialità di cui divenne campione anche a livello giovanile.
In carriera riuscì ad ottenere numerosi podi nel trampolino ai campionati assoluti nel 1961, 1962, 1965, 1968, 1969 e 1971.
Ha partecipato ai Giochi del Mediterraneo di Napoli 1963, vincendo la medaglia d'argento nel trampolino 3 metri.
Dopo il ritiro divenne giudice internazionale di tuffi del Gruppo Ufficiali Gara della Federazione Italiana Nuoto (FIN).

## Palmarès
- Giochi del Mediterraneo

Napoli 1963: oro nel trampolino 3 metri;